# Narten
Die Narten sind ein sagenhaftes Volk von halbgöttlichen Helden aus den Mythen und Epen mehrerer Völker des nördlichen Kaukasus, besonders der Tscherkessen, Abchasen, Osseten, Karatschaier, Balkaren, Inguschen, Abasinen und Tschetschenen.
Der Name leitet sich vielleicht vom mongolischen Wort narta („Sonne“) ab. Tschetschenisch bedeutet nart „Riese“.
Die Urmutter aller Narten ist die verführerische und weise Satanaya (auch Satana), die gewisse Ähnlichkeiten mit der altgriechischen Fruchtbarkeitsgöttin Demeter, aber auch der mythologischen Figur des Satanas aufweist.
Die Narten-Sagen zeigen ein gleichberechtigtes Verhältnis zwischen Männern und Frauen, Göttinnen und Heldinnen wird in den Erzählungen Anerkennung gezollt.
Nach ossetischem Glauben wohnten die Narten auf den Gipfeln des Kaukasus. Ihnen wurden ungezügelter Zorn, große Tapferkeit, List und Verachtung gegen alles Weiche zugesprochen. Die Pferde der Narten sollen wie Odins Ross durch die Lüfte galoppiert sein. Die Osseten gelten als Nachfahren der Alanen, eines indoeuropäischen Reitervolks und Teilstammes der Sarmaten, die ihrerseits laut Herodot durch eine Vermischung von Skythen mit den Amazonen entstanden sein sollen.
Nartische Gottheiten wie der Himmelsschmied Kurdalagon, der Donnergott Uazilla sowie Sapha, der Schirmherr des heimischen Herdes, haben Parallelen zu nordischen Sagen und Mythen. Auch der griechischen Mythologie ähneln die Narten-Sagen in vielen Elementen. Die Figur von Nasran z. B. gleicht dem feuerbringenden Titanen Prometheus, den Göttervater Zeus ausgerechnet an einen Berg im Kaukasus fesseln lässt.
Der französische Religionshistoriker Georges Dumézil (1898–1986) ging von einem skythischen Ursprung der Narten-Sagen aus und würdigte sie als ein bedeutendes Stück eurasischer Literatur. In seinen Studien spielen die Narten eine Rolle, weil ihre Sippengliederung die funktionelle Dreiteilung der Gesellschaft in Priester, Krieger und Bauern, die vielen alten indogermanischen Traditionen zugrunde liegt, widerspiegeln könnte. In dem kleingewachsenen Narten-Schelm Syrdon sieht Dumézil einen Vorläufer des trickreichen Loki aus der germanischen Mythologie. John Colarusso führt die Nart-Legenden auf indo-europäische, turkische und mongolische Traditionen zurück.
Der russisch-orthodoxe Geistliche André Sikojev (Vater ossetisch, Mutter deutsch) hat das Narten-Epos erstmals aus einer russischen Fassung, die es seit 1948 neben einer Ossetischen gab, ins Deutsche übertragen. Laut Sikojev sind die Narten-Sagen im Siedlungsgebiet der Osseten entstanden und einst im gesamten nördlichen Kaukasus erzählt und gesungen worden. Die Auseinandersetzungen der nartischen Helden mit ihrem Gott vergleicht Sikojev mit den Kämpfen in der serbischen Sage vom Sonnenraub und mit dem Kampf Thors gegen die Midgardschlange in den nordischen Sagen.
„Nart“ ist Bestandteil des Namens mehrerer Ortschaften (darunter Nartkala und Nartan in Kabardino-Balkarien) sowie Sportvereinen im kaukasischen Raum, darunter Nart Tscherkessk oder Nart Suchum.